# Азаров Олександр Олегович
Олекса́ндр Оле́гович Аза́ров (нар. 5 травня 1988, м. Баку, Азербайджанська РСР — пом. 29 березня 2015, с. Кодема, Бахмутський район, Донецька область, Україна) — солдат Збройних сил України, учасник російсько-української війни.

## Життєвий шлях
Народився 1988 року в столиці Азербайджана місті Баку, згодом родина переїхала на Кіровоградщину, в село Тишківка Добровеличківського району. Закінчив Тишківську загальноосвітню школу. 2006 закінчив професійно-технічне училище № 30 в селі Торговиця Новоархангельського району, де здобув професію механізатора. Пройшов строкову військову службу в Збройних силах України.
У зв'язку з російською збройною агресією проти України в серпні 2014 призваний за частковою мобілізацією Добровеличківсько-Вільшанським об'єднаним військовим комісаріатом.
Солдат, водій-номер обслуги 43-го окремого мотопіхотного батальйону «Патріот», в/ч А2026.
Загинув 29 березня 2015-го на взводному опорному пункті в селі Кодема Бахмутського району (на той час — Артемівський район) Донецької області.
Похований 2 квітня на сільському кладовищі у Тишківці.
Залишилися батьки і двоє братів. Батько Олександра також учасник АТО.

## Вшанування
- 12 жовтня 2015 в Тишківці на будівлі ЗОШ № 2 встановлено меморіальну дошку колишньому учню школи Олександрові Азарову[3].
- В селі Тишківка на честь полеглого земляна названо вулицю — вулиця Олександра Азарова.
- 13 жовтня 2015 в Торговиці на будівлі ПТУ № 30 встановлено меморіальну дошку з іменами полеглих випускників училища Олександра Азарова, Миколи Томака, Івана Сурженка та Миколи Покрищенка[4][5].